# Marie-Christine de Bourbon-Siciles (1877-1947)
Titre
Épouse du prétendant au trône de Toscane
2 mai 1921 – 4 octobre 1947
(26 ans, 5 mois et 2 jours)
Pour les articles homonymes, voir Marie-Christine de Bourbon-Siciles.
Marie-Christine de Bourbon-Siciles, qui portait le titre de courtoisie de princesse des Deux-Siciles (née le 10 avril 1877 à Cannes, en France et décédée le 4 octobre 1947 à Sankt Gilgen, en Autriche) est un membre des familles des Bourbon-Siciles et de Habsbourg-Toscane.

## Biographie
La princesse Marie-Christine est la fille d'Alphonse de Bourbon-Siciles (1841-1934), comte de Caserte et prétendant au trône des Deux-Siciles, et de son épouse la princesse Marie-Antoinette de Bourbon-Siciles (1851-1918). 
Le 8 novembre 1900, elle épouse, à Cannes, Pierre-Ferdinand de Habsbourg-Toscane (1874-1948).
De cette union naissent quatre enfants :
- Gottfried de Habsbourg-Toscane (1902-1984) qui épouse, en 1938, la princesse Dorothée Marie de Bavière ;
- Hélène de Habsbourg-Toscane (1903-1924), qui épouse, en 1923, le duc Philippe Albert de Wurtemberg (1893-1975), prétendant au trône de Wurtemberg ;
- Georg de Habsbourg-Toscane (1905-1952), qui épouse, en 1936, la comtesse Marie-Valérie de Walburg-Zeil (1913-2011), fille de l'archiduchesse Élisabeth-Françoise de Habsbourg-Toscane ;
- Rose-Marie de Habsbourg-Toscane (1906-1983), qui épouse, en 1928, le duc Philippe Albert de Wurtemberg (1893-1975), prétendant au trône de Wurtemberg.

Le couple et leurs quatre enfants (vers 1909). Cliché de Carl Pietzner.

## Titulature et décorations

### Titulature de courtoisie
- 10 avril 1877 — 8 novembre 1900 : Son Altesse Royale Marie-Christine de Bourbon, princesse des Deux-Siciles
- 8 novembre 1900 — 2 mai 1921 : Son Altesse Impériale et Royale la princesse Marie-Christine de Toscane, princesse des Deux-Siciles
- 2 mai 1921 — 4 octobre 1947 : Son Altesse Impériale et Royale la grande-duchesse de Toscane, princesse des Deux-Siciles

### Titulature officielle
- 8 novembre 1900 — 4 octobre 1947 : Son Altesse Impériale et Royale l'archiduchesse Pierre-Ferdinand d'Autriche

### Décorations dynastiques
Autriche-Hongrie
| Ordre de la Croix étoilée | Dame de l’ordre de la Croix étoilée |

 Royaume de Bavière
| Ordre de Sainte-Élisabeth | Dame de première classe de l’ordre de Sainte-Élisabeth |